# غوافينيسين
غوافينيسين، أو غاياكولات الغليسيريل، هو دواء مقشع يباع دون وصفة طبية، وعادة ما يؤخذ عن طريق الفم لمساعدة تنشئة (نخامة) البلغم من الشعب الهوائية في التهابات الجهاز التنفسي الحادة.

## التاريخ
أدوية مماثلة مستمدة من شجرة غاياك كانت تستخدم كعلاج عام من قِبل الشعوب الأصلية الأمريكية عندما وصل المستكشفون أمريكا الشمالية في القرن 16. الإسبان واجه خشب غاياك "عندما غزا سانتو دومينغو، وكانت اعادته فورياً إلى أوروبا، حيث اكتسب سمعة هائلة في القرن السادس عشر كعلاج لمرض الزهري وبعض الأمراض الأخرى.
طبعة 1955 من كتاب العقاقير تنص على ما يلي: «يعمل غاياك كمنشط موضعي وفي بعض الأحيان مفيد في التهاب الحلق ويستخدم الراتنج في النقرس والروماتزم المزمن، في حين أن الخشب هو عنصر في محلول مركب مركز من نبات الفشاغ، الذي كان سابقا يستخدم كثيرا كبديل في الزهري».
تمت الموافقة على غايفينيسين لأول مرة من قِبل إدارة الغذاء والدواء في عام 1952. على الرغم من أنه كان يعتبر«يعتقد» في السابق «ينظر اليه» عتبر«امن عموماً» في الموافقة الأصلية، تلقى العقار طلب تطبيق دواء جديد لنسخة الإصدار الموسع، الذي حصل على موافقة في 12 يوليو 2002. وبسبب هذا، قامت إدارة الغذاء والدواء بنشر رسائل إلى غيرها من الشركات المصنعة عن توقيت افراج غايفينيسين لوقف تصدير النسخ غير الموافق عليها، تاركتاً آدمز لعلاجات الجهاز التنقسي للسيطرة على السوق. اكتُسِب آدمز لاحقاً من قِبل ريكيت بينكيزر، استناداً إلى قوى التسويق التي تم إنشاؤها بواسطة الاسم التجاري ادامز موسينكس.

## التوفر
يباع غايفينيسين على شكل حبوب أو شراب تحت العديد من الأسماء التجارية. تركيبات العنصر الواحد من الغايفينيسين متاحة، أيضا يتم تضمينه في العديد من علاجات البرد والسعال المركبة والتي تصرف دون وصفة طبية (عادة بالتزامن مع دإكسترومثورفن، اسيتامينوفين، الايفيدرين والسودوإيفيدرين، أو فينيليفرين). غايفينيسين متوفر تحت أسماء علامات تجارية وتراكيب التي لا تعد ولا تحصى، وبعضها:
- Bronkaid
- mucinex
- Robitussin DAC
- Cheratussin DAC
- Robitussin AC
- Cheratussin AC
- Benylin
- Buckley's
- DayQuil Mucus Control

## الاستخدامات الطبية

### السعال
الاستخدام الرئيسي لغايفينيسين في علاج السعال. توصلت مؤسسة كوكرين للتحليل التلوي لأدوية السعال الحاد للأطفال والبالغين التي تباع دون وصفة طبية أنه لم يكن هناك بيانات سريرية ذات جودة عالية لاثبات أو دحض فعالية أي دواء مدروس ومن ضمنهم الغايفينيسين. أحيانا يتم الجمع بين الغايفينيسين ودإكسترومثورفن، مضاد للسعال، كما هو في
Mucinex DM و Robitussin
و يقلل الغايفينيسين من لزوجة البلغم، وبذلك يسهل على الية السعال التخلص منه من المحبذ الإكثار من شرب الماء للمساعدة في تقليل لزوجة البلغم. يتواجد الغايفينيسين كمركب في العديد من المستحضرات المعدة لعلاج الزكام، والتي لا تحتاج وصفة طبية. تشمل الاثار الشائعة ازعاجا في المعدة.
يتم في احيان متقاربة دمج هذا الدواء مع ادوية أخرى. عند تواجد هذا الدواء في مستحضر يحوي ادوية أخرى، من المفضل الامتناع عن السياقة حتى معرفة كيفية تاثير الدواء المدموج، وذلك لان المستحضر قد يحتوي داخله على مضادات هيستامين تؤدي للتشوش.

### استخدامات أخرى
يستخدم الغايفينيسين بروتوكول الغايفينيسين كعلاج غير موافق عليه للتليف العضلي، وعلى الرغم من سنة دراسة مزدوجة التعمية تشير إلى أن لا يعمل أفضل من العلاج المموه«دواء وهمي-لا يحتوي على المادة الفعالة». لم يتم الموافقة على الغايفينيسين من قبل إدارة الغذاء والدواء كعلاج ألم التليف العضلي.
بناء على دراسة صغيرة غير عمياء
، تم الترويج للغايفينيسين لتسهيل الحمل، بواسطة ترقيق وزيادة مخاط عنق الرحم خلال أيام قليلة قبل الاباضة.

### آلية الفعل
يعتقد أن الغايفينيسين يعمل كمقشع عن طريق زيادة حجم وتقليل لزوجة الإفرازات في القصبة والشعب الهوائية. ويقال أنه يساعد في تدفق افرازات الجهاز التنفسي، مما يتيح الحركة الهديبية لحمل الافرازات المخففة الصاعدة نحو البلعوم.
و هكذا، قد يزيد من كفاءة منعكس السعال، ويسهل من ازالة الافرازات.

## الاثار الجانبية
تشمل الاثار الجانية للغايفينيسين الغثيان، التقيؤ، تشكيل حصى الكلى الإسهال، والإمساك. يمكن تخفيف الغثيان والتقيؤ عن طريق أخذ الغايفينيسين مع وجبات الطعام. خطر تشكيل حصى الكلى خلال الاستعمال لفترة طويلة يمكن الحد منه عن طريق الحفاظ على ترطيب جيد وزيادة درجة حموضة البول. نادرا، قد تحدث تفاعلات الحساسية الشديدة، بما في ذلك الطفح الجلدي أو تورم في الشفتين أو الوجه، والتي قد تحتاج إلى المساعدة الطبية العاجلة. قد يحدث جفاف خفيف للفم أو تشقق الشفتين عند تناول الدواء. ينصح بشرب كوب من الماء في كل مرة يأخذ فيها الغايفينيسين.
غايفينيسين "يزيد من تأثير مسكن الباراسيتامول (اسيتامينوفين) والأسبرين، ويزيد من الآثار المهدئة للكحول، المهدئات، الحبوب المنومة والتخدير الشامل. يزيد الغايفينيسين من تأثير الأودية التي تقلل التوتر العضلي.
أثناء الحمل: لم يتم اثبات سلامة الاستعمال في فترة الحمل. يصنف ضمن الفئة«سي»
الرضاعة: ينتقل الدواء إلى حليب الام، الا انه عند تناول الجرعات العادية فمن غير المفروض ان تكون هناك تاثيرات سلبيه على الأطفال
الأطفال والرضع: يجب تقليل وملائمة الجرعة حسب الجيل والوزن.
كبار السن: لا توجد مشاكل خاصه.
القيادة: يجب الامتناع عن القيادة حتى تتضح ماهية تاثير الدواء، حيث من الممكن ان يسبب ضبابية (طمس).

## الاستخدام البيطري
تم معرفة الخصائص العصبية للغايفينيسين في أواخر 1940. الغايفينيسين هو مرخٍ للعضلات بشكل مركزي يستخدم بشكل روتيني في نطاق حيواني واسع في الجراحة البيطرية. يستخدم الغايفينيسين بالدمج مع، على سبيل المثال، البروبوفول، حيث أن الغايفينيسين لا ينتج تسكين ولا ينتج فقدان الوعي.

## انظر ايضاً
- جاياكول
- ميثوكاربامول
- ميفينوكسالون

## روابط خارجية
- Guaifenesin at nlm.nih.gov
- مدلاين بلس meds-a682494
- RxList site giving some properties
- Information from MedicineNet.com
- "F.D.A. Study Worries Makers of Drugs", The New York Times, October 20, 1981